# 이파네마박쥐
이파네마박쥐(Pygoderma bilabiatum)는 주걱박쥐과에 속하는 남아메리카 박쥐의 일종이다. 이파네마박쥐속(Pygoderma)의 유일종이다. 아르헨티나 북부와 볼리비아, 브라질 남동부 그리고 파라과이에서 발견된다.

## 특징
작은 박쥐로 전완장이 36.2~41.4mm이고 발 길이가 13.7~15mm, 귀 길이가 17mm, 몸무게가 최대 22g이다. 털이 길고 무성하며 부드럽다. 등 쪽 털은 짙은 갈색이고 각 어깨에 희끄무레한 작은 반점이 나 있다. 배 쪽은 회색빛 갈색이다. 잎코는 피침형으로 잘 발달해 있다. 핵형은 2n=30~31, FN=56이다.

## 생태
먹이는 곤충이다. 3월초와 7~8월에 파라과이에서 새끼를 밴 암컷이 포획된다. 한 번에 한 마리의 새끼를 낳는다.

## 분포 및 서식지
브라질 남동부 지역부터 아르헨티나 북부, 볼리비아 중부와 파라과이 동부 지역까지 남아메리카 중부 지역에 널리 분포한다. 열대와 아열대 습윤 숲과 조성된 숲에서 서식한다. 하지만 그란차코의 준건조 지역에서는 발견되지 않는다.

## 아종
2종의 아종이 알려져 있다.
- P. b. bilabiatum (Wagner, 1843) - 브라질 남동부, 파라과이 동부, 아르헨티나 북동부
- P. b. magna (Owen & Webster, 1983) - 볼리비아 중부, 아르헨티나 북서부